# Pombia
Pombia är en ort och kommun i provinsen Novara i regionen Piemonte i Italien. Kommunen hade 2 171 invånare (2018).
I Pombia ligger djurparken Pombia Safari Park.